# Karl Wellnitz
Karl Wellnitz (* 20. Mai 1913 in Arnswalde; † 5. August 1992 in Berlin) war ein deutscher Mathematiker und Hochschullehrer.

## Leben

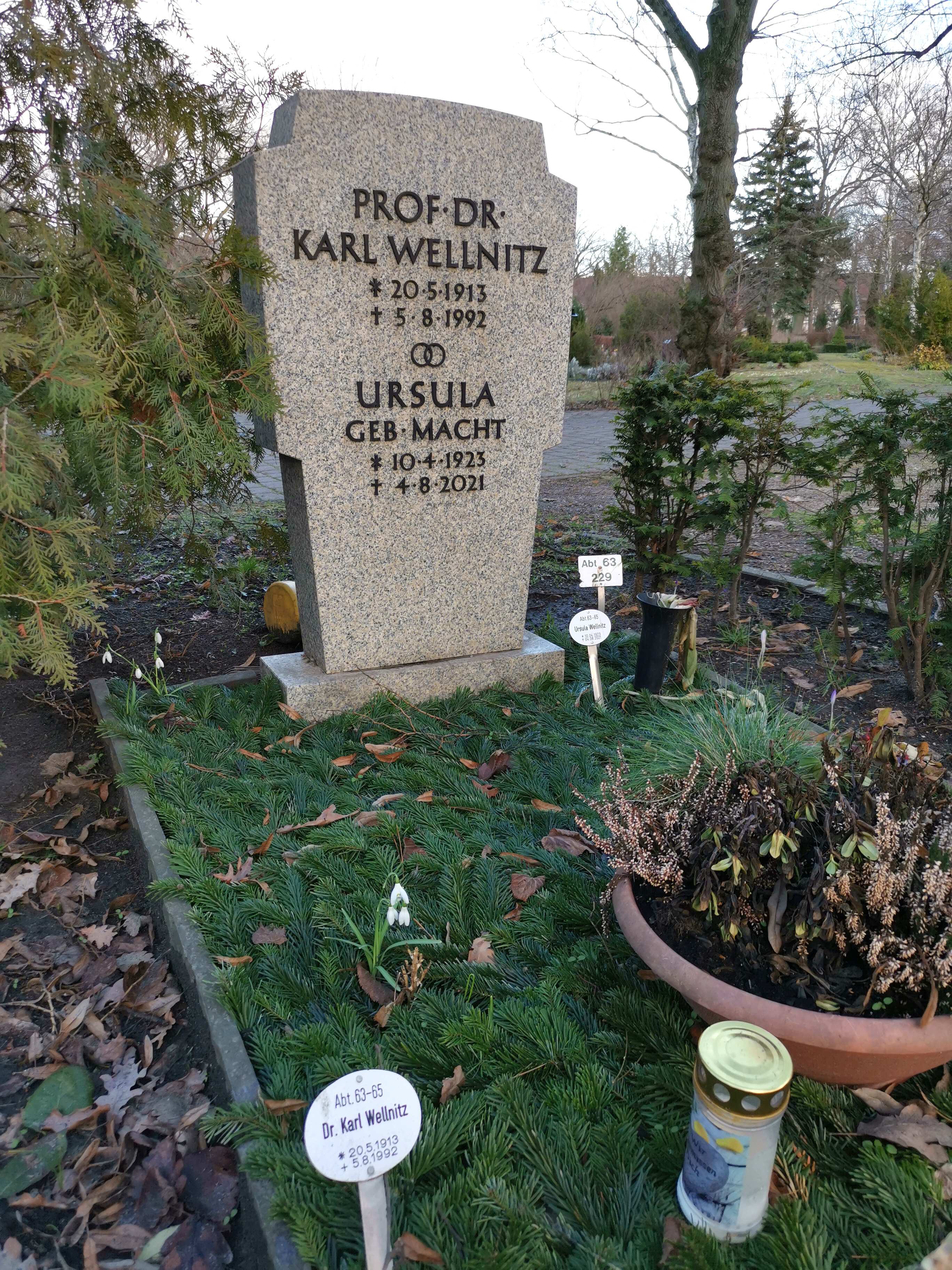
Grabstelle auf dem Friedhof Schöneberg II in der Eythstraße (Abt. 63–65)

Das Abitur machte er 1931 in Arnswalde. Dann studierte er an der Universität Greifswald und legte am 13. Juni 1936 das Lehramtsstaatsexamen (Mathematik, Physik, Chemie) ab. Am 27. Januar 1940 promovierte er. Das Thema seiner Dissertation lautete: Über eine neue Fassung des Begriffs der mathematischen Wahrscheinlichkeit. 1962 wurde er außerordentlicher Professor für Mathematik an der Pädagogischen Hochschule Berlin, 1970 ordentlicher Professor für Mathematik und Didaktik der Naturwissenschaften und 1975 in den Ruhestand versetzt.

## Veröffentlichungen
- Geometrie der Ebene. Mentor-Verlag, Berlin-Schöneberg 1953
- Kombinatorik. Vieweg, Braunschweig [u. a.] 1953
- Klassische Wahrscheinlichkeitsrechnung. Vieweg, Braunschweig [u. a.] 1954
- Moderne Wahrscheinlichkeitsrechnung. Vieweg Verlag, Braunschweig 1964
- István Szabó, Karl Wellnitz, Wolfgang Zander: Mathematik. Hütte Taschenbuch. Springer, Berlin 1974